# Paul Andersson (konstnär)
Paul Hilding Andersson, född 16 september 1909 i Illinois USA, död 26 februari 2005 i Karlskoga, var en svensk målare. 
När Andersson var tre år gammal flyttade familjen till Karlskoga, där fadern så småningom öppnade hotell. När han var 19 år återvände han till Illinois och stannade där i tre år. Vid återkomsten till Sverige läste han litteraturhistoria vid Stockholms högskola och umgicks i kretsen kring den radikala rörelsen Clarté. Efter studierna återvände han till Karlskoga på anmodan av sin far som behövde en portier till sitt hotell. 
Andersson debuterade som författare 1938 med en samling korta noveller med gemensamma titeln Guldbrokaden. Som konstnär deltog han i några samlingsutställningar under 1940 och 1950 talen sin första separatutställning arrangerade han 1994 på Örebro läns museum, vid 85 års ålder. Han nådde sin största publik med sin konst när det nystartade TV2 valde att visa ett 60-tal av hans bilder som pausbilder mellan programmen.
Efter sin död har han hyllats med en minnesutställning i Karlskoga konsthall 2007, en mindre minnesutställning i Degerfors 2008, en jubileumsutställning – då han skulle fyllt 100 år – på Örebro läns museum 2009. En större retrospektiv utställning visades på Sahlströmsgården 2012. 
När han dog efterlämnade han cirka 4 000 verk i skilda tekniker, varav merparten efter hans död 2005 donerades av sonen till Karlskoga kommun. Ett tiotal bilder finns nu upphängda i Karlskoga bibliotek. Paul Andersson är begravd på Östra kyrkogården i Karlskoga.